# Таштагольский рудник
Таштагольский рудник является градообразующим предприятием по добыче руды города Таштагола. С 2004 года входит в состав ОАО «Евразруда».

## История рудника
Месторождение было открыто в 1911 г., когда охотник Скворцов вместе с Кочуринскими старателями отправился в поисках золота в посёлок Таштагол, а наткнулся на месторождение магнетитовых руд. Но тогда геологов не интересовало железо, они искали золото. Только через двадцать лет в Горную Шорию приехали геологи, искавшие железную руду (к тому времени уже строился Кузнецкий металлургический комбинат). Они обратились за помощью к Скворцову. В 1940 году Скворцов получил документ, утверждающий его как первооткрывателя месторождения. С 1931 года по 1935 год проводилась разведка месторождения. По данным разведки месторождение представилось не глубинным, на глубине 350—400 м от поверхности ожидалась выклинка рудных тел. Однако дальнейшая разведка показала, что месторождение глубинное. Рудная зона уходит на северо-запад под реку Кондома на глубину 600—900 м от поверхности.
Строительство Таштагольского рудника началось в 1939 году. Через два года, 3 июня 1941 г., на Кузнецкий металлургический комбинат был отправлен первый эшелон железной руды. Рудник был введен в эксплуатацию с проектной производительностью в 1,6 млн тонн сырой руды в год. В первый год было добыто 124 тысячи тонн сырой руды. Высшее достижение за годы эксплуатации Таштагольского месторождения — 3,15 млн тонн сырой руды в 1978 году.
В 1993 году акционирован. В 1997 вошёл в состав горнорудного управления КМК. В 2004 году Таштагольский рудник вошел в состав ОАО «Евразруда». Таштагольский рудник — единственный в России, на котором работы ведутся на семи горизонтах одновременно. Всего за годы работы горняками Таштагольского рудника было добыто более 135 млн тонн сырой руды.
По состоянию на март 2021 года является Таштагольской шахтой рудоуправления ЗСМК.

## Руда
Качественный состав Таштагольской руды уникален тем, что затраты на подготовку руды к металлургическому переделу минимальны. Легкообогатимые и легкоплавкие руды, не содержащие вредных для металлургического процесса примесей, снискали у металлургов добрую славу, а сравнительно невысокая цена и близость позволяют металлургам получать конкурентоспособный металл. Благодаря высокому содержанию железа (до 60 %) Таштагольская руда сразу, без обогащения, шла в доменные печи КМК на изготовление броневой стали, так необходимой стране для выпуска танков в годы Великой Отечественной войны.